# Tequila sunrise
Tequila sunrise är en drink som består av 3 cl tequila som hälls upp i ett highball-glas, sedan fyller man på med apelsinjuice och har i två stänk grenadin.